# فورترس جابان
فورترس جابان (كاتاكانا: (Katakana) フォートレスジャパン) هي شركة يابانية تقوم بإدارة مجمع أيكياوا (eikaiwa) مدارس تعليم المحادثة بالإنجليزية برعاية علامات تجارية منها غلوبل ترينيتي (كاتاكانا: グローバルトリニティー）. وقد قامت وكالة شؤون المستهلك وحكومة مدينة طوكيو بإيقاف الشركة لمدة ستة أشهر في شهر فبراير من عام 2010 نظرًا لممارساتها التسويقية القسرية, والتي تضمنت توضيحات خاطئة والمضايقات—وكلاهما مخالف للقانون الياباني.

## تاريخ الفروع
تم افتتاح أول مدرسة في أوساكا عام 1986. وفي العام التالي، تم افتتاح مدرستي طوكيو وناغويا. كان فرع فوكوكا-شي، الذي تم افتتاحه عام 2005 أول فرع لها في جنوب اليابان، وفي العام التالي بدأ تشغيل فرع سنداي (Sendai) في شمال اليابان. وفي يوليو 2009، قام كل من فرع طوكيو وناغويا وأوساكا بتغيير ماركتهم إلى HER-S (ハーツ) (موارد التعليم العالي).

## مواقع دون الاتصال بالإنترنت
تم تعطيل موقع global-trinity.com وموقع her-s.net بموجب أمر وقف الحكومي للعمليات.

## وصلات خارجية
- تجمع عمال نامبو الأجانب English school ordered to close / Court warned Fortress Japan last year over coercive sales practices 19 فبراير، 2010
- 山本ケイ 消費者団体が英会話スクール「グローバルトリニティー」運営のフォートレスジャパンに、不当勧誘の中止を申し入れ 2008/06/26
- بيان صحفي 消費者庁 ニュースリリース بصيغة PDF